# Юліуш Зарембський
Юліуш Зарембський (пол. Juliusz Zarębski 28 лютого 1854, Житомир — 13 вересня 1885, там само) — польський піаніст і композитор.

## Біографія
Народився в родині колезького реєстратора Кароля Зарембського та Анстасії з Чешейко-Сохацьких.  
Першою його вчителькою гри на фортепіано, починаючи з 7 років, стала його мати. Згодом його наставниками були піаністка Люція Ручинська, дружина польського повстанця, засудженого у справі Шимона Конарського та чеський скрипаль Ернест Несвадба. 
Не завершивши навчання у гімназії, у 1870 р. їде до Відня, де вступає одразу на п'ятий курс консерваторії. Протягом двох років навчався у Йозефа Дакса (фортепіано) та Франца Кренна (композиція). Був одним з найкращих студентів, отримавши кілька медалей та похвальних листів. Потім в 1873 р. протягом трьох місяців удосконалювався у Санкт-Петербурзькій консерваторії, звідки вирушив з гастролями до Києва і Одеси, а в 1874 р. в Римі став учнем Ференца Ліста.
У 1878 р. з успіхом виступив на паризькій Всесвітній виставці,представивши сконструйоване Едуардом Манжо фортепіано з подвійною клавіатурою. 
З 1880 р. професор Брюссельської консерваторії. Виявивши перші ознаки туберкульозу, в 1883 р. повністю відмовився від виконавської діяльності і зосередився на композиції. Склав в цілому понад тридцять фортепіанних п'єс, з яких найбільш відомий цикл «Троянди й терни» (фр. Les roses et les épines, оp. 13), і прощальний Фортепіанний квінтет (ор. 34), присвячений Лісту і вперше виконаний 30 квітня 1885 р в Брюсселі за участю автора.
Похований на Польському кладовищі Житомира.

## Список творів для фортепіано
| - Andante ma non troppo, (BN) - Romance sans paroles, in F minor, ca. 1870, (BN) - Adieu, in F minor, ca. 1870, (BN) - Maria, ф-но в 4 руки, 1871, (BN) - March, pf 4 hands, 1875 - Grande fantaisie, 1876 - Menuet, Op. 1, 3 danses galiciennes, ф-но в 4 руки, Op. 2 (Берлін 1880) - Concert étude, in G major, Op. 3 (Берлін 1879) - 4 Mazurkas, pf 4 hands, Op. 4 (Берлін 1880) - 2 morceaux en forme de mazurka, ф-но в 4 руки, Op. 5 (Берлін 1881) - Grande polonaise, in F# major, Op. 6 (Берлін 1881) - 3 études de concert, Op. 7 (Майнц 1881) - Concert-mazurka, in C minor, Op. 8 (Майнц 1882) - Fantaisie polonaise, Op. 9, ca. 1877 (Майнц 1882) - Polonaise mélancolique, Op. 10 (Майнц 1882) - Polonaise triomphale, ф-но в 4 руки, Op. 11 (Майнц 1882) - Divertissement à la polonaise, ф-но в 4 руки, Op. 12 (Майнц 1883) - Les roses et les épines, Op. 13 (Майнц 1883) | - Impromptu-caprice, Op. 14 (Лейпциг 1883) - Mazurka de concert, No.2, соль мінор, Op. 15 (Лейпциг 1883) - Suite polonaise, Op. 16 (Лейпциг 1883) - Valse sentimentale, Op. 17 (Лейпциг 1884) - Ballade, in G minor, Op. 18 (Вроцлав 1884) - Novellette-caprice, Op. 19 (Вроцлав 1884) - Sérénade burlesque, Op. 20 (Вроцлав 1884) - Berceuse, Op. 22 (Лейпциг 1884) - A travers Pologne, ф-но в 4 руки, Op. 23 (Вроцлав 1884) - Valse-caprice, Op. 24 (Лейпциг 1884) - Tarantelle, Op. 25 (Лейпциг 1885?) - Sérénade espagnole, Op. 26 (Лейпциг 1883) - Etrennes, Op. 27 (Вроцлав 1885) - Polonaise, Op. 28 (Лейпциг 1885) - Gavotte, Op. 29 (Лейпциг 1885) - Valse, Op. 30 (Лейпциг 1885) - Barcarolle, Op. 31 (Лейпциг 1885) - Menuet, Op. 32 (Майнц 1885) - Piano Quintet, соль мінор, для 2 скрипок, альта, віолончелі і фортепіано, Op. 34, 1885 (Варшава 1931) |